# Yeferson Soteldo
Yeferson Julio Soteldo Martínez (Acarigua, 30 giugno 1997) è un calciatore venezuelano, centrocampista del Santos e della nazionale venezuelana.

## Carriera

### Club

#### Zamora
Nel 2011, durante un'amichevole, viene ingaggiato dal Caracas con il quale rimane fino all'anno seguente quando viene acquistato dallo Zamora FC poiché voluto fortemente da Noel Sanvicente. Con l'allenatore si instaura fin da subito un ottimo rapporto che lo porterà ad esordire, nel settembre del 2013, in Primera División a soli sedici anni in occasione del pareggio interno, per 0-0, contro l'Atlético Venezuela. Conclude la sua prima stagione da professionista con 3 presenze e con la conquista del suo primo campionato.
Il 29 gennaio 2015 mette a segno la sua prima rete da professionista in occasione della vittoria casalinga, per 4-2, contro il Carabobo andando a siglare il momentaneo 1-0. Il 17 febbraio successivo fa il suo esordio in Coppa Libertadores, in occasione della sconfitta esterna, per 3-2, contro gli uruguaiani del Montevideo Wanderers. Il 21 maggio 2016 arriva anche la prima doppietta in carriera in occasione della vittoria interna, per 3-2, contro il Mineros andando a siglare i gol che aprirono e chiudettero la partita. Conclude la sua seconda stagione con 32 presenze e 3 reti.
Nella terza stagione scoppia definitivamente tutto il suo talento divenendo titolare inamovibile della squadra andando a siglare 13 reti in 26 partite aiutando così il suo club a vincere il campionato sian nel 2015 che nel 2016.

#### Huachipato e il prestito all'Univ. de Chile
Nel gennaio del 2017 passa, a titolo definitivo per una cifra vicina ad 1,5 milioni di euro, ai cileni dell'Huachipato. L'esordio arriva il 17 febbraio successivo in occasione della vittoria casalinga, per 2-1, contro l'Universidad de Chile. La prima stagione si conclude con un bottino di 8 presenze.
Il 22 luglio 2017, in occasione del primo turno di Copa Chile vinto, per 4-0, contro il Dep. Valdivia, mette a segno la sua prima rete con la maglia del club cileno. Il 6 agosto successivo arriva anche la prima marcatura nel massimo campionato cileno, in occasione della vittoria, per 2-1, contro l'Audax Italiano. Il 7 settembre 2017 mette a segno la sua prima doppietta in terra cilena in occasione degli ottavi di finale della Coppa nazionale vinti, per 3-2, contro l'Universidad Católica. Conclude la sua seconda stagione con un totale di 21 presenze e 6 reti.
A gennaio 2018 passa, a titolo temporaneo, all'Universidad de Chile con cui esordisce il 4 febbraio dello stesso anno in occasione della sconfitta interna, per 1-2, contro l'Unión Española. Il 7 aprile successivo arriva la prima rete in occasione della vittoria interna, per 2-1, contro il Curicó Unido.

### Nazionale

#### Giovanile
Nel 2017 partecipa al Campionato sudamericano di calcio Under-20 in Ecuador, competizione in cui esordisce il 19 gennaio nel pareggio, per 0-0, contro l'Uruguay. Il 30 gennaio successivo mette a segno la sua prima rete nella competizione andando a siglare, su calcio di rigore, il momentaneo 0-2 contro i padroni di casa dell'Ecuador, la partita verrà poi vinta per 2-4. Concluderà tale esperienza con un bottino di 9 presenze e 3 reti piazzandosi al terzo posto con la possibilità di partecipare Campionato mondiale di calcio Under-20 2017 in Corea del Sud.

#### Maggiore
Il 3 febbraio 2016, all'età di diciotto anni, disputa la sua prima partita con la maglia della nazionale maggiore in occasione dell'amichevole vinta, per 1-0, contro la Costa Rica.

## Statistiche

### Presenze e reti nei club
Statistiche aggiornate al 10 giugno 2025.
| Stagione           | Squadra              | Campionato         | Campionato | Campionato | Coppe nazionali | Coppe nazionali | Coppe nazionali | Coppe continentali | Coppe continentali | Coppe continentali | Altre coppe | Altre coppe | Altre coppe | Totale | Totale |
| Stagione           | Squadra              | Comp               | Pres       | Reti       | Comp            | Pres            | Reti            | Comp               | Pres               | Reti               | Comp        | Pres        | Reti        | Pres   | Reti   |
| ------------------ | -------------------- | ------------------ | ---------- | ---------- | --------------- | --------------- | --------------- | ------------------ | ------------------ | ------------------ | ----------- | ----------- | ----------- | ------ | ------ |
| 2013-2014          | Zamora FC            | PD                 | 3          | 0          | CV              | 0               | 0               | CL                 | 0                  | 0                  | -           | -           | -           | 3      | 0      |
| 2014-2015          | Zamora FC            | PD                 | 27         | 3          | CV              | 0               | 0               | CL                 | 5                  | 0                  | -           | -           | -           | 32     | 3      |
| 2015               | Zamora FC            | PD                 | 21         | 12         | CV              | 3               | 0               | CS                 | 2                  | 1                  | -           | -           | -           | 26     | 13     |
| 2016               | Zamora FC            | PD                 | 33         | 6          | CV              | 1               | 1               | CS                 | 4                  | 1                  | -           | -           | -           | 38     | 8      |
| Totale Zamora      | Totale Zamora        | Totale Zamora      | 84         | 21         |                 | 4               | 1               |                    | 11                 | 2                  |             | -           | -           | 99     | 24     |
| gen.-giu. 2017     | Huachipato           | PD                 | 8          | 0          | CC              | 0               | 0               | -                  | -                  | -                  | -           | -           | -           | 8      | 0      |
| 2017               | Huachipato           | PD                 | 14         | 2          | CC              | 7               | 4               | -                  | -                  | -                  | -           | -           | -           | 21     | 6      |
| Totale Huachipato  | Totale Huachipato    | Totale Huachipato  | 22         | 2          |                 | 7               | 4               |                    | -                  | -                  |             | -           | -           | 29     | 6      |
| 2018               | Universidad de Chile | PD                 | 26         | 5          | CC              | 6               | 2               | CL                 | 5                  | 0                  | -           | -           | -           | 37     | 7      |
| 2019               | Santos               | A1/SP+A            | 9+32       | 1+9        | CB              | 8               | 1               | CS                 | 2                  | 1                  | -           | -           | -           | 51     | 12     |
| 2020               | Santos               | A1/SP+A            | 9+24       | 1+4        | CB              | 2               | 0               | CL                 | 11                 | 2                  | -           | -           | -           | 46     | 7      |
| gen.-apr. 2021     | Santos               | A1/SP+A            | 3+0        | 0          | CB              | -               | -               | CL                 | 5                  | 1                  | -           | -           | -           | 8      | 1      |
| 2021               | Toronto FC           | MLS                | 24         | 3          | CC              | 2               | 1               | -                  | -                  | -                  | -           | -           | -           | 26     | 4      |
| gen.-giu. 2022     | Tigres UANL          | LMX                | 13+3       | 1          | -               | -               | -               | -                  | -                  | -                  | -           | -           | -           | 16     | 1      |
| lug.-ago. 2022     | Tigres UANL          | LMX                | 3          | 0          | -               | -               | -               | CCL                | -                  | -                  | -           | -           | -           | 3      | 0      |
| Totale Tigres UANL | Totale Tigres UANL   | Totale Tigres UANL | 16+3       | 1          |                 | -               | -               |                    | -                  | -                  |             | -           | -           | 19     | 1      |
| ago.-nov. 2022     | Santos               | A                  | 7          | 0          | -               | -               | -               | -                  | -                  | -                  | -           | -           | -           | 7      | 0      |
| 2023               | Santos               | A1/SP+A            | 4+22       | 0+1        | CB              | 2               | 0               | CS                 | 4                  | 0                  | -           | -           | -           | 32     | 1      |
| 2024               | Grêmio               | PD/RS+A            | 7+24       | 1+5        | CB              | 3               | 0               | CL                 | 7                  | 1                  | -           | -           | -           | 41     | 7      |
| gen.-giu. 2025     | Santos               | A1/SP+A            | 12+5       | 0          | CB              | 0               | 0               | -                  | -                  | -                  | -           | -           | -           | 17     | 0      |
| Totale Santos      | Totale Santos        | Totale Santos      | 37+90      | 2+14       |                 | 12              | 1               |                    | 22                 | 4                  |             | -           | -           | 161    | 21     |
| giu.-nov. 2025     | Fluminense           | A/RJ+A             | -          | -          | CB              | -               | -               | CS                 | -                  | -                  | Cmc         | 0           | 0           | 0      | 0      |
| Totale carriera    | Totale carriera      | Totale carriera    | 333        | 54         |                 | 34              | 9               |                    | 45                 | 7                  |             | 0           | 0           | 412    | 70     |

### Cronologia delle presenze e reti in nazionale
| Cronologia completa delle presenze e delle reti in nazionale ― Venezuela | Cronologia completa delle presenze e delle reti in nazionale ― Venezuela | Cronologia completa delle presenze e delle reti in nazionale ― Venezuela | Cronologia completa delle presenze e delle reti in nazionale ― Venezuela | Cronologia completa delle presenze e delle reti in nazionale ― Venezuela | Cronologia completa delle presenze e delle reti in nazionale ― Venezuela | Cronologia completa delle presenze e delle reti in nazionale ― Venezuela | Cronologia completa delle presenze e delle reti in nazionale ― Venezuela |
| Data                                                                     | Città                                                                    | In casa                                                                  | Risultato                                                                | Ospiti                                                                   | Competizione                                                             | Reti                                                                     | Note                                                                     |
| ------------------------------------------------------------------------ | ------------------------------------------------------------------------ | ------------------------------------------------------------------------ | ------------------------------------------------------------------------ | ------------------------------------------------------------------------ | ------------------------------------------------------------------------ | ------------------------------------------------------------------------ | ------------------------------------------------------------------------ |
| 3-2-2016                                                                 | Barinas                                                                  | Venezuela                                                                | 1 – 0                                                                    | Costa Rica                                                               | Amichevole                                                               | -                                                                        |                                                                          |
| 1-9-2016                                                                 | Barranquilla                                                             | Colombia                                                                 | 2 – 0                                                                    | Venezuela                                                                | Qual. Mondiali 2018                                                      | -                                                                        | 50’                                                                      |
| 15-11-2016                                                               | Quito                                                                    | Ecuador                                                                  | 3 – 0                                                                    | Venezuela                                                                | Qual. Mondiali 2018                                                      | -                                                                        | 75’                                                                      |
| 24-3-2017                                                                | Maturín                                                                  | Venezuela                                                                | 2 – 2                                                                    | Perù                                                                     | Qual. Mondiali 2018                                                      | -                                                                        | 84’                                                                      |
| 5-10-2017                                                                | San Cristóbal                                                            | Venezuela                                                                | 0 – 0                                                                    | Uruguay                                                                  | Qual. Mondiali 2018                                                      | -                                                                        | 80’                                                                      |
| 10-10-2017                                                               | Asunción                                                                 | Paraguay                                                                 | 0 – 1                                                                    | Venezuela                                                                | Qual. Mondiali 2018                                                      | -                                                                        | 57’                                                                      |
| 13-11-2017                                                               | Nimega                                                                   | Venezuela                                                                | 0 – 1                                                                    | Iran                                                                     | Amichevole                                                               | -                                                                        | 58’                                                                      |
| 22-3-2019                                                                | Madrid                                                                   | Argentina                                                                | 1 – 3                                                                    | Venezuela                                                                | Amichevole                                                               | -                                                                        | 64’                                                                      |
| 15-6-2019                                                                | Porto Alegre                                                             | Venezuela                                                                | 0 – 0                                                                    | Perù                                                                     | Coppa America 2019 - 1º turno                                            | -                                                                        | 84’                                                                      |
| 18-6-2019                                                                | Salvador                                                                 | Brasile                                                                  | 0 – 0                                                                    | Venezuela                                                                | Coppa America 2019 - 1º turno                                            | -                                                                        | 66’                                                                      |
| 22-6-2019                                                                | Belo Horizonte                                                           | Bolivia                                                                  | 1 – 3                                                                    | Venezuela                                                                | Coppa America 2019 - 1º turno                                            | -                                                                        | 59’                                                                      |
| 28-6-2019                                                                | Rio de Janeiro                                                           | Venezuela                                                                | 0 – 2                                                                    | Argentina                                                                | Coppa America 2019 - Quarti di finale                                    | -                                                                        | 56’                                                                      |
| 10-9-2019                                                                | Tampa                                                                    | Colombia                                                                 | 0 – 0                                                                    | Venezuela                                                                | Amichevole                                                               | -                                                                        | 43’ 77’                                                                  |
| 10-10-2019                                                               | Caracas                                                                  | Venezuela                                                                | 4 – 1                                                                    | Bolivia                                                                  | Amichevole                                                               | -                                                                        | 56’                                                                      |
| 14-10-2019                                                               | Caracas                                                                  | Venezuela                                                                | 2 – 0                                                                    | Trinidad e Tobago                                                        | Amichevole                                                               | -                                                                        | 46’                                                                      |
| 19-11-2019                                                               | Suita                                                                    | Giappone                                                                 | 1 – 4                                                                    | Venezuela                                                                | Amichevole                                                               | 1                                                                        |                                                                          |
| 13-10-2020                                                               | Mérida                                                                   | Venezuela                                                                | 0 – 1                                                                    | Paraguay                                                                 | Qual. Mondiali 2022                                                      | -                                                                        | 77’                                                                      |
| 13-11-2020                                                               | San Paolo                                                                | Brasile                                                                  | 1 – 0                                                                    | Venezuela                                                                | Qual. Mondiali 2022                                                      | -                                                                        |                                                                          |
| 13-11-2020                                                               | San Paolo                                                                | Brasile                                                                  | 1 – 0                                                                    | Venezuela                                                                | Qual. Mondiali 2022                                                      | -                                                                        |                                                                          |
| 17-11-2020                                                               | Caracas                                                                  | Venezuela                                                                | 2 – 1                                                                    | Cile                                                                     | Qual. Mondiali 2022                                                      | -                                                                        | 51’                                                                      |
| 27-6-2021                                                                | Brasilia                                                                 | Venezuela                                                                | 0 – 1                                                                    | Perù                                                                     | Coppa America 2021 - 1º turno                                            | -                                                                        |                                                                          |
| 2-9-2021                                                                 | Caracas                                                                  | Venezuela                                                                | 1 – 3                                                                    | Argentina                                                                | Qual. Mondiali 2022                                                      | 1                                                                        | 88’                                                                      |
| 5-9-2021                                                                 | Lima                                                                     | Perù                                                                     | 1 – 0                                                                    | Venezuela                                                                | Qual. Mondiali 2022                                                      | -                                                                        | 85’                                                                      |
| 9-9-2021                                                                 | Asunción                                                                 | Paraguay                                                                 | 2 – 1                                                                    | Venezuela                                                                | Qual. Mondiali 2022                                                      | -                                                                        |                                                                          |
| 7-10-2021                                                                | Caracas                                                                  | Venezuela                                                                | 1 – 3                                                                    | Brasile                                                                  | Qual. Mondiali 2022                                                      | -                                                                        |                                                                          |
| 28-1-2022                                                                | Barinas                                                                  | Venezuela                                                                | 4 – 1                                                                    | Bolivia                                                                  | Qual. Mondiali 2022                                                      | -                                                                        | 71’                                                                      |
| 1-2-2022                                                                 | Montevideo                                                               | Uruguay                                                                  | 4 – 1                                                                    | Venezuela                                                                | Qual. Mondiali 2022                                                      | -                                                                        | 52’                                                                      |
| 29-3-2022                                                                | Ciudad Guayana                                                           | Venezuela                                                                | 0 – 1                                                                    | Colombia                                                                 | Qual. Mondiali 2022                                                      | -                                                                        |                                                                          |
| 1-6-2022                                                                 | Ta' Qali                                                                 | Malta                                                                    | 0 – 1                                                                    | Venezuela                                                                | Amichevole                                                               | -                                                                        |                                                                          |
| 9-6-2022                                                                 | Murcia                                                                   | Arabia Saudita                                                           | 0 – 1                                                                    | Venezuela                                                                | Amichevole                                                               | -                                                                        | 79’                                                                      |
| 22-9-2022                                                                | Maria Enzersdorf                                                         | Venezuela                                                                | 0 – 1                                                                    | Islanda                                                                  | Amichevole                                                               | -                                                                        | 28’ 64’                                                                  |
| 27-9-2022                                                                | Wiener Neustadt                                                          | Emirati Arabi Uniti                                                      | 0 – 4                                                                    | Venezuela                                                                | Amichevole                                                               | -                                                                        |                                                                          |
| 15-6-2023                                                                | Washington                                                               | Venezuela                                                                | 1 – 0                                                                    | Honduras                                                                 | Amichevole                                                               | 1                                                                        | 86’                                                                      |
| 18-6-2023                                                                | East Hartford                                                            | Venezuela                                                                | 1 – 0                                                                    | Guatemala                                                                | Amichevole                                                               | -                                                                        | 61’                                                                      |
| 7-9-2023                                                                 | Barranquilla                                                             | Colombia                                                                 | 1 – 0                                                                    | Venezuela                                                                | Qual. Mondiali 2026                                                      | -                                                                        | 59’                                                                      |
| 12-9-2023                                                                | Maturín                                                                  | Venezuela                                                                | 1 – 0                                                                    | Paraguay                                                                 | Qual. Mondiali 2026                                                      | -                                                                        | 90+6’                                                                    |
| 12-10-2023                                                               | Cuiabá                                                                   | Brasile                                                                  | 1 – 1                                                                    | Venezuela                                                                | Qual. Mondiali 2026                                                      | -                                                                        | 58’                                                                      |
| 17-10-2023                                                               | Maturín                                                                  | Venezuela                                                                | 3 – 0                                                                    | Cile                                                                     | Qual. Mondiali 2026                                                      | 1                                                                        |                                                                          |
| 16-11-2023                                                               | Maturín                                                                  | Venezuela                                                                | 0 – 0                                                                    | Ecuador                                                                  | Qual. Mondiali 2026                                                      | -                                                                        |                                                                          |
| 21-11-2023                                                               | Lima                                                                     | Perù                                                                     | 1 – 1                                                                    | Venezuela                                                                | Qual. Mondiali 2026                                                      | -                                                                        |                                                                          |
| 22-6-2024                                                                | Santa Clara                                                              | Ecuador                                                                  | 1 – 2                                                                    | Venezuela                                                                | Coppa America 2024 - 1º turno                                            | -                                                                        | 84’                                                                      |
| 26-6-2024                                                                | Inglewood                                                                | Venezuela                                                                | 1 – 0                                                                    | Messico                                                                  | Coppa America 2024 - 1º turno                                            | -                                                                        | 82’                                                                      |
| 30-6-2024                                                                | Austin                                                                   | Giamaica                                                                 | 0 – 3                                                                    | Venezuela                                                                | Coppa America 2024 - 1º turno                                            | -                                                                        | 60’                                                                      |
| 5-7-2024                                                                 | Arlington                                                                | Venezuela                                                                | 1 – 1 (3 - 4 dtr)                                                        | Canada                                                                   | Coppa America 2024 - Quarti di finale                                    | -                                                                        | 84’                                                                      |
| 5-9-2024                                                                 | El Alto                                                                  | Bolivia                                                                  | 4 – 0                                                                    | Venezuela                                                                | Qual. Mondiali 2026                                                      | -                                                                        | 46’ 79’                                                                  |
| 10-9-2024                                                                | Maturín                                                                  | Venezuela                                                                | 0 – 0                                                                    | Uruguay                                                                  | Qual. Mondiali 2026                                                      | -                                                                        |                                                                          |
| 10-10-2024                                                               | Maturín                                                                  | Venezuela                                                                | 1 – 1                                                                    | Argentina                                                                | Qual. Mondiali 2026                                                      | -                                                                        |                                                                          |
| 15-10-2024                                                               | Asunción                                                                 | Paraguay                                                                 | 2 – 1                                                                    | Venezuela                                                                | Qual. Mondiali 2026                                                      | -                                                                        | 38’                                                                      |
| 19-11-2024                                                               | Santiago del Cile                                                        | Cile                                                                     | 4 – 2                                                                    | Venezuela                                                                | Qual. Mondiali 2026                                                      | -                                                                        |                                                                          |
| 21-3-2025                                                                | Quito                                                                    | Ecuador                                                                  | 2 – 1                                                                    | Venezuela                                                                | Qual. Mondiali 2026                                                      | -                                                                        | 46’                                                                      |
| 25-3-2025                                                                | Maturín                                                                  | Venezuela                                                                | 1 – 0                                                                    | Perù                                                                     | Qual. Mondiali 2026                                                      | -                                                                        |                                                                          |
| 6-6-2025                                                                 | Maturín                                                                  | Venezuela                                                                | 2 – 0                                                                    | Bolivia                                                                  | Qual. Mondiali 2026                                                      | -                                                                        | 62’                                                                      |
| 10-6-2025                                                                | Montevideo                                                               | Uruguay                                                                  | 2 – 0                                                                    | Venezuela                                                                | Qual. Mondiali 2026                                                      | -                                                                        | 46’                                                                      |
| Totale                                                                   |                                                                          | Presenze                                                                 | 52                                                                       |                                                                          | Reti                                                                     | 4                                                                        |                                                                          |

## Palmarès

### Competizioni statali
- Campionato Gaúcho: 1

Grêmio: 2024

### Competizioni nazionali
- Campionato venezuelano: 3

Zamora: 2013-2014, 2015, 2016